# Il processo di Norimberga
Il processo di Norimberga (Nuremberg) è una miniserie televisiva in due puntate del 2000 diretta da Yves Simoneau e tratta dal libro Nuremberg: Infamy on Trial scritto da Joseph E. Persico nel 1994.
Trasmessa negli Stati Uniti il 16 e 17 luglio 2000 sulla rete TNT, la miniserie è andata in onda in Italia il 7 e 8 agosto 2001 sul canale a pagamento TELE+ Bianco.

## Trama
Riproduzione del processo di Norimberga tenutosi al termine della seconda guerra mondiale, in cui ventuno personalità di spicco del regime nazista (tra cui Hermann Göring, Joachim von Ribbentrop, Fritz Sauckel e Albert Speer), vennero incriminate per crimini di guerra e contro l'umanità.

## Incongruenze storiche
- Nel film, Hermann Göring, insieme alla moglie e alla figlia, dopo un viaggio in automobile si arrende presso una base dell'aviazione americana in Germania, il 12 maggio 1945. Nella realtà, Göring, dopo aver inviato un aiutante al generale di brigata Robert I. Stack, al quale offriva di arrendersi personalmente al generale Dwight D. Eisenhower, fu scoperto e arrestato vicino a Radstadt da un distaccamento della Settima Armata degli Stati Uniti, e fu scortato attraverso le linee tedesche per portarlo in una postazione sicura americana, il 6 maggio 1945.
- Wilhelm Keitel è chiamato erroneamente 'ammiraglio' durante la lettura della sentenza, quando, in altre parti del film, viene correttamente chiamato feldmaresciallo.
- Nel film Jackson descrive il Palazzo di Giustizia di Norimberga come "lo stesso edificio in cui furono decretate le leggi di Norimberga per privare tutti gli ebrei tedeschi di tutti i loro diritti". In realtà, le Leggi di Norimberga furono introdotte dal Reichstag in una riunione speciale durante l'annuale Raduno di Norimberga del NSDAP. Il Palazzo di Giustizia di Norimberga era un edificio che fungeva da tribunale regionale e non aveva avuto alcuna relazione con i raduni nazisti.
- Nel film Jackson fallisce il primo interrogatorio con Gӧring riuscendo a recuperare solo il secondo giorno nel controinterrogatorio. Nella realtà anche il controinterrogatorio fu un totale disastro e danneggiò gravemente la reputazione dello stesso Jackson.
- Nel film i verdetti e le condanne sono pronunciati in aula con gli imputati tutti presenti. Nella realtà, le sentenze furono pronunciate separatamente e ciascun imputato fu chiamato singolarmente.
- Il colonnello Burton C. Andrus non era presente alle esecuzioni.
- Quando gli imputati vengono incriminati dal maggiore Neave, tutti rilasciano dichiarazioni orali. In realtà, queste dichiarazioni furono raccolte dal capitano Gustave Gilbert che chiese agli imputati di scrivere le loro prime reazioni su una copia delle accuse.
- Nel film Albert Speer viene arrestato mentre tiene una conferenza a soldati americani. Nella realtà, Speer fu arrestato insieme a Dönitz e Jodl a Flensburgo, dove si era stabilito il governo provvisorio tedesco.
- Nel film, al capitano Gilbert viene concesso dal colonnello Andrus il diritto di parlare con i prigionieri in cambio di una biblioteca e di un campo di ginnastica. Nella realtà, Gilbert fu incaricato dall'esercito americano unicamente di parlare con i prigionieri al fine di riportare il loro stato d'animo.
- Il tribunale è rappresentato con quattro giudici, quando in realtà erano otto, uno anziano e uno giovane per ciascuna delle quattro potenze alleate.
- Nel film, il suicidio di Göring viene scoperto quando le guardie vengono per portare all'esecuzione Von Ribbentrop mentre, in realtà, Göring avrebbe dovuto andare per primo e Ribbentrop subentrò a causa del suo suicidio.
- Alle esecuzioni i condannati dichiarano i loro nomi sulla forca e rilasciano le loro dichiarazioni finali. Nella realtà i condannati pronunciarono i loro nomi ai piedi della scala del patibolo e le dichiarazioni, pronunciate in tedesco, vennero tradotte da un interprete. Inoltre, le esecuzioni si tennero all'esterno del palazzo e il sacerdote (o il pastore) fu presente sul patibolo per tutto il tempo dell'esecuzione. Alcune impiccagioni, inoltre, furono eseguite maldestramente e non tutti i giustiziati caddero con una forza sufficiente per causare la morte immediata. Inoltre la botola era troppo piccola, e causò ferite alla testa ad alcuni dei condannati, come mostrano le immagini dei corpi.
- Nel film non vengono mostrate le pronunce dei verdetti e delle condanne di Frick, Seyss-Inquart, Raeder, von Neurath e Rosenberg.
- Nel film non vengono mostrate le esecuzioni di Frick, Rosenberg e Seyss-Inquart.